# Berlin E-Prix 2019
Der Berlin E-Prix 2019 (offiziell: 2019 BMW i Berlin E-Prix presented by CBMM Niobium) fand am 24. und 25. Mai auf der Formel-E-Rennstrecke Berlin (Tempelhof) in Berlin statt und war das zehnte Rennen der FIA-Formel-E-Meisterschaft 2018/19. Es handelte sich um den fünften Berlin E-Prix und den ersten E-Prix in der FIA-Formel-E-Meisterschaft, bei dem der aus zwei freien Trainings, Qualifying und Rennen bestehende Renntag auf zwei Tage aufgeteilt wurde.

## Bericht

### Hintergrund
Nach dem Monaco E-Prix führte Jean-Éric Vergne in der Fahrerwertung mit einem Punkt vor André Lotterer und mit sechs Punkten vor Robin Frijns. In der Teamwertung hatte DS Techeetah 38 Punkte Vorsprung auf Virgin Racing und 44 Punkte Vorsprung auf Audi Sport ABT Schaeffler.
Mit Sébastien Buemi (zweimal), Daniel Abt und Jérôme D’Ambrosio traten drei ehemalige Sieger zu diesem Rennen an.

### Training
Im ersten freien Training fuhr Mitch Evans in 1:08,162 Minuten die Bestzeit vor Edoardo Mortara und Stoffel Vandoorne.
Im zweiten freien Training war Lotterer mit einer Rundenzeit von 1:07,401 Minuten Schnellster vor Mortara und Alexander Sims.

### Qualifying
Das Qualifying begann am Samstag um 08:45 Uhr und fand in vier Gruppen zu je fünf oder sechs Fahrern statt, jede Gruppe hatte sechs Minuten Zeit, in der die Piloten maximal eine gezeitete Runde mit einer Leistung 200 kW und anschließend maximal eine gezeitete Runde mit einer Leistung von 250 kW fahren durften. Vandoorne war mit einer Rundenzeit von 1:07,619 Minuten Schnellster. 
Die sechs schnellsten Fahrer fuhren anschließend im Superpole genannten Einzelzeitfahren die ersten sechs Positionen aus. Buemi sicherte sich mit einer Rundenzeit von 1:07,295 Minuten die Pole-Position und damit drei Punkte. Die weiteren Positionen belegten Vandoorne, di Grassi, Gary Paffett, Alex Lynn und Alexander Sims.

### Rennen
Das Rennen ging über eine Zeit von 45 Minuten zuzüglich einer Runde. Jeder Fahrer musste den Attack-Mode zweimal aktivieren, nach der Aktivierung leistete das Fahrzeug für eine Zeit von vier Minuten maximal 225 kW statt 200 kW.
Di Grassi gewann das Rennen vor Buemi und Vergne. Die restlichen Punkteplatzierungen belegten António Félix da Costa, Vandoorne, Abt, Sims, Oliver Rowland, Sam Bird und Pascal Wehrlein. Der Punkt für die schnellste Rennrunde unter den ersten Zehn ging an di Grassi.

## Meldeliste
Alle Teams und Fahrer verwendeten Reifen von Michelin.
| Team                                     | Fahrzeug           | Nr. | Fahrer                 |
| ---------------------------------------- | ------------------ | --- | ---------------------- |
| Audi Sport ABT Schaeffler Formula E Team | Audi e-tron FE05   | 11  | Lucas di Grassi        |
| Audi Sport ABT Schaeffler Formula E Team | Audi e-tron FE05   | 66  | Daniel Abt             |
| DS Techeetah                             | DS E-Tense FE 19   | 25  | Jean-Éric Vergne       |
| DS Techeetah                             | DS E-Tense FE 19   | 36  | André Lotterer         |
| Envision Virgin Racing                   | Audi e-tron FE05   | 02  | Sam Bird               |
| Envision Virgin Racing                   | Audi e-tron FE05   | 04  | Robin Frijns           |
| Mahindra Racing                          | Mahindra M5Electro | 64  | Jérôme D’Ambrosio      |
| Mahindra Racing                          | Mahindra M5Electro | 94  | Pascal Wehrlein        |
| Nissan e.dams                            | Nissan IM01        | 22  | Oliver Rowland         |
| Nissan e.dams                            | Nissan IM01        | 23  | Sébastien Buemi        |
| Panasonic Jaguar Racing                  | Jaguar I-Type III  | 03  | Alex Lynn              |
| Panasonic Jaguar Racing                  | Jaguar I-Type III  | 20  | Mitch Evans            |
| Venturi Formula E Team                   | Venturi VFE05      | 19  | Felipe Massa           |
| Venturi Formula E Team                   | Venturi VFE05      | 48  | Edoardo Mortara        |
| NIO Formula E Team                       | NIO Sport 004      | 08  | Tom Dillmann           |
| NIO Formula E Team                       | NIO Sport 004      | 16  | Oliver Turvey          |
| Geox Dragon                              | PENSKE EV-3        | 06  | Maximilian Günther     |
| Geox Dragon                              | PENSKE EV-3        | 07  | José María López       |
| BMW i Andretti Motorsport                | BMW iFE.18         | 27  | Alexander Sims         |
| BMW i Andretti Motorsport                | BMW iFE.18         | 28  | António Félix da Costa |
| HWA Racelab                              | Venturi VFE05      | 05  | Stoffel Vandoorne      |
| HWA Racelab                              | Venturi VFE05      | 17  | Gary Paffett           |

## Meisterschaftsstände nach dem Rennen
Die ersten Zehn des Rennens bekamen 25, 18, 15, 12, 10, 8, 6, 4, 2 bzw. 1 Punkt(e). Zusätzlich gab es drei Punkte für die Pole-Position und einen Punkt für den Fahrer unter den ersten Zehn, der die schnellste Rennrunde erzielte.

### Fahrerwertung
| Pos. | Fahrer                 | Team                                     | Punkte |
| ---- | ---------------------- | ---------------------------------------- | ------ |
| 01   | Jean-Éric Vergne       | DS Techeetah                             | 102    |
| 02   | Lucas di Grassi        | Audi Sport ABT Schaeffler Formula E Team | 96     |
| 03   | André Lotterer         | DS Techeetah                             | 86     |
| 04   | António Félix da Costa | BMW i Andretti Motorsport                | 82     |
| 05   | Robin Frijns           | Envision Virgin Racing                   | 81     |
| 06   | Mitch Evans            | Panasonic Jaguar Racing                  | 69     |
| 07   | Daniel Abt             | Audi Sport ABT Schaeffler Formula E Team | 67     |
| 08   | Jérôme D’Ambrosio      | Mahindra Racing                          | 65     |
| 09   | Sébastien Buemi        | Nissan e.dams                            | 65     |
| 10   | Oliver Rowland         | Nissan e.dams                            | 63     |
| 11   | Sam Bird               | Envision Virgin Racing                   | 56     |
| 12   | Edoardo Mortara        | Venturi Formula E Team                   | 52     |
| 13   | Pascal Wehrlein        | Mahindra Racing                          | 52     |

| Pos. | Fahrer             | Team                      | Punkte |
| ---- | ------------------ | ------------------------- | ------ |
| 14   | Felipe Massa       | Venturi Formula E Team    | 32     |
| 15   | Stoffel Vandoorne  | HWA Racelab               | 30     |
| 16   | Alexander Sims     | BMW i Andretti Motorsport | 24     |
| 17   | Maximilian Günther | Geox Dragon               | 10     |
| 18   | Gary Paffett       | HWA Racelab               | 8      |
| 19   | Oliver Turvey      | NIO Formula E Team        | 6      |
| 20   | Alex Lynn          | Panasonic Jaguar Racing   | 4      |
| 21   | José María López   | Geox Dragon               | 3      |
| 22   | Nelson Piquet jr.  | Panasonic Jaguar Racing   | 1      |
| 23   | Tom Dillmann       | NIO Formula E Team        | 0      |
| 24   | Felipe Nasr        | Geox Dragon               | 0      |
| –    | Felix Rosenqvist   | Mahindra Racing           | 0      |

### Teamwertung
| Pos. | Team                                     | Punkte |
| ---- | ---------------------------------------- | ------ |
| 01   | DS Techeetah                             | 188    |
| 02   | Audi Sport ABT Schaeffler Formula E Team | 163    |
| 03   | Envision Virgin Racing                   | 137    |
| 04   | Nissan e.dams                            | 124    |
| 05   | Mahindra Racing                          | 117    |
| 06   | BMW i Andretti Motorsport                | 106    |

| Pos. | Team                    | Punkte |
| ---- | ----------------------- | ------ |
| 07   | Venturi Formula E Team  | 84     |
| 08   | Panasonic Jaguar Racing | 74     |
| 09   | HWA Racelab             | 38     |
| 10   | Geox Dragon             | 13     |
| 11   | NIO Formula E Team      | 6      |